# Патаркацишвили, Бадри
Арка́дий Ша́лвович (Ба́дри) Патаркацишви́ли (груз. არკადი შალვას (ბადრი) ძე პატარკაციშვილი; 31 октября 1955, Тбилиси — 12 февраля 2008[…], Лезерхед, Юго-Восточная Англия) — грузинский и российский предприниматель и политический деятель.
Ближайший бизнес-партнёр Бориса Березовского с конца 1980-х годов. В России Патаркацишвили занимал руководящие должности в «ЛогоВАЗ» и на телеканалах ОРТ и ТВ-6. В середине 1990-х участвовал в приватизации «Сибнефти». В 2001 году российская генпрокуратура обвинила его в организации побега из-под стражи бывшего первого заместителя генерального директора «Аэрофлота» Николая Глушкова, что вынудило Патаркацишвили вернуться в Грузию, где ему предоставили политическое убежище. В октябре 2002 года против него было выдвинуто обвинение в мошенничестве в особо крупных размерах, он был объявлен в международный розыск.
В Грузии он финансировал приход к власти Михаила Саакашвили, но быстро перешёл в оппозицию к нему. В 2007 году против Патаркацишвили было возбуждено уголовное дело в связи с призывами к насильственному свержению власти. Выдвигал свою кандидатуру на президентских выборах в Грузии в январе 2008 года и занял третье место с 7,1 % голосов. После выборов получил обвинения в заговоре с целью свержения власти, подготовке нападения на политическое должностное лицо и подготовке теракта.
Патаркацишвили внезапно умер в феврале 2008 года. В октябре 2018 года правительство Грузии официально обвинило бывшего президента страны Михаила Саакашвили в заказе убийства Патаркацишвили.
Являлся самым богатым гражданином Грузии с состоянием в 12 миллиардов долларов, его личное состояние превышало весь государственный бюджет. Его смерть вызвала одну из крупнейших в истории судебных тяжб за наследство.

## Биография
Родился 31 октября 1955 года в Тбилиси в религиозной семье грузинских евреев. Родители — Шалва (ум. 1995) и Натела Патаркацишвили. Посещал синагогу.
Окончил экономический факультет Грузинского политехнического института. В молодости сделал карьеру в грузинском комсомоле. Состоял в КПСС.
Работал на Тбилисском камвольно-суконном комбинате «Советская Грузия», став заместителем директора. В конце 1980-х годов стал начальником станции техобслуживания автомобилей «Жигули». С 1990 года — директор Кавказского регионального представительства «ЛогоВАЗ».

### Бизнес в России
При поддержке своего друга Отари Квантришвили Патаркацишвили и его семья переехали сначала в Люберцы в 1993 году, а затем в 1994 году в Москву. Патаркацишвили стал правой рукой Бориса Березовского в «ЛогоВАЗ». С мая 1992 по май 1994 года — заместитель генерального директора АО «ЛогоВАЗ», с июня 1994 года — первый заместитель генерального директора АО «ЛогоВАЗ».
В 1990-е имел бизнес в Санкт-Петербурге, где сблизился с Владимиром Путиным. По собственным утверждениям, они с Березовским привели Путина в политику.
В январе 1995 года он занял пост заместителя генерального директора телеканала «Общественное российское телевидение» (ОРТ) по коммерции, которое управлялось Березовским. Ключевое слово в управлении каналом было у Патаркацишвили. Патаркацишвили допрашивали по поводу убийства в 1995 году Влада Листьева. В 1995 году назначил Константина Эрнста генеральным продюсером телеканала ОРТ. С марта по апрель 2001 года являлся генеральным директором ЗАО «МНВК» (ТВ-6).
В 1995 году Березовский уговорил Бориса Ельцина создать «Сибнефть» (в обход правительственной комиссии, указом президента) и приватизировать её так, чтобы она оказалась у Романа Абрамовича. По условиям сделки «Сибнефть» следовало использовать как источник финансирования телеканала ОРТ, который Березовский тогда контролировал и который должен был поддержать Ельцина на президентских выборах 1996 года. В 1997 году Патаркацишвили был выбран ответственным за приватизацию «Сибнефти». После смерти Патаркацишвили, в 2012 году, приватизация «Сибнефти» стала предметом судебного разбирательства между Абрамовичем и Березовским. По данным The Times, Абрамович представил в суд 53-страничную защиту, в которой обвинил Березовского и Патаркацишвили в требовании огромных сумм за то, что они помогли ему подняться из безвестности. Патаркацишвили фигурировал как ключевой посредник, передававший сообщения между Абрамовичем и Березовским.
В 2001 году был обвинён российскими властями в организации побега из-под стражи Николая Глушкова, обвиняемого по «делу Аэрофлота», и был вынужден вернуться в Тбилиси. Он также обвинялся Генпрокуратурой РФ в мошенничестве в особо крупном размере по делу о хищении автомобилей «АвтоВАЗ».
В конце 1990-х годов Березовский и Патаркацишвили также приобрели одну из самых влиятельных российских политических газет — «Коммерсантъ». В 2006 году Березовский продал свой контрольный пакет Патаркацишвили, увеличив долю Патаркацишвили до 100 %. Затем Патаркацишвили организовал продажу «Коммерсанта» в августе 2006 года Алишеру Усманову.

### Бизнес и политика в Грузии
В 2001 году купил тбилисскую футбольную команду «Динамо», а также стал президентом Олимпийского комитета Грузии, после того как предыдущий президент НОК Джансуг Багратиони-Давитишвили сложил с себя полномочия. Субсидировал социальные программы и культурные мероприятия, дважды оплачивал долги за газ и электричество, потребленные жителями Тбилиси. Он финансировал несколько благотворительных проектов, включая школы, парки развлечений и монастырь. В обмен на эти пожертвования президент Эдуард Шеварднадзе согласился предоставить ему государственную защиту от обвинений, выдвинутых против него в России.
В 2001 году основал первую независимую радиостанцию «Имеди», а в 2003 году запустил одноимённый телеканал. Впоследствии он продал большую часть бизнеса Руперту Мёрдоку.
В 2002 году компания Salford Capital Partners, основанная Патаркацишвили совместно с Березовским, купила бренд и производство минеральной воды «Боржоми». Создана компания IDS Borjomi International, объединившая производства воды в Грузии, Украине и России. В 2008 году, после смерти Патаркацишвили, между его наследниками и Березовским возник юридический спор по поводу активов Salford Capital Partners. В 2012 году Березовский отдал 100 % акций «Боржоми» семье Патаркацишвили. Также Salford Capital Partners принадлежало 46 % акций мобильного оператора MagtiCom. Фонд совместно с Sun Capital Partners приобрел актив в 2007 году за $180 млн.
Патаркацишвили рассорился с президентом страны Эдуардом Шеварднадзе и решил поддержать перспективного политика Михаила Саакашвили. Частично поддержанный деньгами Патаркацишвили, Саакашвили успешно сместил Шеварднадзе на фоне массовых уличных демонстраций в конце 2003 года и занял пост президента Грузии. Вскоре Патаркацишвили потерял доверие по отношению к Саакашвили. Он начал финансировать оппозиционные партии и заявил, что президент планирует его убить. Используя свой телеканал «Имеди», Патаркацишвили делал все более громкие заявления против президента и его предполагаемых проступков и начал организовывать новую революцию. В июле-августе 2006 года из огнестрельного оружия был обстрелян дом Патаркацишвили в Уреки. В конце 2006 — начале 2007 года Патаркацишвили начал финансировать оппозиционные партии, и вскоре в парламенте появилась группа сторонников Патаркацишвили, которая превратилась в партию «Наша Грузия». В ответ правительство обвинило его в подготовке переворота и в ноябре 2007 года выдало ордер на его арест. Он бежал в Великобританию.
Находясь в Лондоне, Патаркацишвили решил выставить свою кандидатуру на президентских выборах, объявленных Саакашвили в январе 2008 года. 3 января 2008 года было объявлено, что Патаркацишвили, якобы посоветовавшись с Католикосом-Патриархом Ильёй Вторым, принял решение принять участие в выборах президента Грузии 5 января 2008 года — ранее его представители заявляли, что Патаркацишвили снимет свою кандидатуру за день до выборов. В ходе предвыборной кампании кандидат обещал прямую материальную помощь «из собственных средств» гражданам Грузии в случае своей победы. Патаркацишвили занял третье место (из семи кандидатов), набрав семь процентов голосов.

## Отношения с Борисом Березовским
В совместных бизнесах с Березовским Патаркацишвили отвечал за операции с финансами и понятийную часть. К 1993 году Патаркацишвили стал ключевой бизнес-фигурой в их тандеме, так как Березовский всё больше интересовался политикой. Хотя Патаркацишвили всегда формально признавал главенство Березовского, де-факто никогда не было принято решение, которое Патаркацишвили не устраивало бы. Это изменилось в начале 2000-х, когда Березовский начал конфронтацию с Владимиром Путиным. Большая часть бизнеса, которым владел Березовский, была записана на Патаркацишвили, что оставило Березовского без доступа к ресурсам, когда его партнёр внезапно умер в 2008 году и не оставил завещания.

## Воспоминания
Леонид Богуславский вспоминал, что Патаркацишвили напоминал своего земляка — Иосифа Сталина:
Я почувствовал, что Бадри – человек очень жёсткий, хитрый, умный. Он мне чем-то напоминал Сталина – такой психотип, только без очевидной жажды крови и необходимости полностью уничтожить своих оппонентов. Но действовал он похоже. Бадри кооперировался с одними членами команды, чтобы вытеснить кого-то одного, потом кооперировался с другими, чтобы вытеснить следующего, – все это напоминало вытеснение соратников Ленина в свое время.
Подобную оценку дал и Владимир Познер, который получал у Патаркацишвили деньги на производство телепрограмм: «мне сначала показалось, что я встретился со Сталиным, только блондином, он мне сразу его почему-то напомнил».

## Личная жизнь
В 1979 году женился на православной Инне Гудавадзе, с которой никогда не разводился. В этом браке две дочери — Ия и Лиана (род. 1980). От заключённого в 1997 году втайне от жены брака с Ольгой Сафоновой, который после смерти Бадри в 2008 году решением суда признан недействительным — сын Давид (род. 1997).

## Смерть
Бадри Патаркацишвили скончался 12 февраля 2008 года в своём доме в графстве Суррей, Англия около 23:00 по местному времени от инфаркта миокарда. Похоронен во внутреннем дворе своей резиденции «Аркадия» в Тбилиси, которая располагается в бывшем Дворце торжественных обрядов.

### Версии смерти и уголовное расследование
Полиция Великобритании передала дело о смерти Патаркацишвили в отдел особо важных уголовных расследований.
Свой последний день бизнесмен провел в лондонском Сити, в офисе международной юридической фирмы Debevoise and Plimpton, встречаясь со своим деловым партнером Борисом Березовским, его представителем Тимом Беллом и адвокатами лордом Голдсмитом и Ричардом Гиббоном, а также с коллегами по эмиграции, россиянами Николаем Глушковым и Юлием Дубовым. Из Сити он отправился на Даун-стрит, Мейфэр, чтобы посетить офис Березовского, а в 19:00 вернулся в Лезерхед на своём Maybach. Вскоре после ужина Патаркацишвили сообщил семье, что почувствовал себя плохо, и поднялся в свою спальню, где его нашли без сознания после инфаркта миокарда.
По предварительным данным, причиной смерти стал инфаркт миокарда. Согласно первым посмертным тестам, смерть Патаркацишвили, по-видимому, наступила от естественных причин, связанных с сердцем. По словам патологоанатома Эшли Феган-Эрла, он смог определить «степень тяжести, которая могла привести к внезапному и необъяснимому коллапсу и смерти в любой момент». Он также заключил, что боль в груди, которая была у Патаркацишвили, и внезапный коллапс «соответствуют смерти от ишемической болезни сердца».
За неделю до смерти в Грузии разгорелся скандал, связанный с публикацией газетой «Алия» распечатки беседы Бадри Патаркацишвили и главы спецдепартамента МВД Грузии Ираклия Кодуа. Часть записи, касающаяся связей Патаркацишвили с Путиным, была за два дня до смерти Патаркацишвили опубликована в двух версиях русского перевода в журнале «Коммерсантъ-Власть». В частности, согласно редакционому переводу текста распечатки, Патаркацишвили сказал:

Он [Путин] был в Санкт-Петербурге, работал заместителем Собчака, крышевал мои питерские бизнесы. <…> Когда Яковлев там выиграл выборы у Собчака, Яковлев предложил ему остаться, но Путин поступил по-мужски и не остался — ушёл из мэрии вместе с Собчаком. Два раза в день мне звонил и умолял: Бадри, переведи меня в Москву — не хочу здесь оставаться. Я пошёл к Бородину — Пал Палычу, который тогда был начальником хозу у Ельцина. Он хороший парень — мой друг. Пришёл я к нему и рассказал о Путине, что тот толковый парень и может перевести его в финансово-контрольное управление? «А хочешь, я переведу его своим замом?» — сказал он. Позвонил я Путину, он приехал в тот же день, потом стал директором ФСБ, затем — премьер-министром.
— Б. Патаркацишвили
Депутат Госдумы Александр Хинштейн:
(политически подчинённое лицо Путина)

Последние полтора года Б. Патаркацишвили и Б. Березовский находились в конфликтных отношениях. Патаркацишвили выкупал доли их совместного бизнеса, инициатором раскола был сам Бадри, который начал тяготиться нездоровыми политическими амбициями своего партнера. Вся история с Грузией не была связана с Березовским, более того, Борис Абрамович обвинял Патаркацишвили в том, что тот действует в интересах России и вступает в контакты с российскими спецслужбами. Таким образом, я уверен, что Березовский — наиболее заинтересованное лицо в смерти Патаркацишвили.
— А. Хинштейн
Как считает лидер оппозиционной Партии национальной независимости Грузии Ираклий Церетели, ни Михаил Саакашвили, ни власти Грузии не причастны к смерти Патаркацишвили. По его мнению, в смерти бизнесмена был заинтересован Борис Березовский. После смерти Патаркацишвили возбуждённые в отношении него уголовные дела в России и Грузии были прекращены.
17 октября 2018 года Прокуратура Грузии сообщила о причастности к смерти Бадри Патаркацишвили бывшего президента Грузии Михаила Саакашвили. Прокуратура заявляет, что бывшие сотрудники Департамента конституционной безопасности МВД Грузии начали планировать убийство Патаркацишвили в 2007 году.

## Тяжбы за наследство
После смерти Патаркацишвили несколько его ближайших деловых партнеров попытались отнять его бизнес-активы у членов его семьи, которые имели право на него по грузинским законам, поскольку он умер, не оставив действительного завещания.
Вскоре после смерти Патаркацишвили Джозеф Кей, пасынок его тети и человек, помогавший ему в ведении бизнеса, вместе с американским адвокатом Эммануилом Зельцером попытались получить контроль над «Имеди», парком Мтацминда и Руставским металлургическим заводом, а также другие активы, принадлежащие Инне Гудавадзе и семье Патаркацишвили, включая крупный комплекс на острове Фишер во Флориде, утверждая, что у них есть последняя воля и завещание Патаркацишвили, в которых Кей был назначен душеприказчиком его имущества. Впоследствии эти документы были признаны подделкой в Высоком суде Великобритании. Дело Кея было полностью отклонено судьей Дадли в Верховном суде Гибралтара в феврале 2010 года. Судья Дадли назвал доводы Кея «совершенно неубедительными», добавив, что он «лживый человек» и «уж точно не свидетель истины». После нескольких судебных разбирательств в США, Великобритании и Грузии активы были возвращены семье Патаркацишвили.
В 2012 году Борис Березовский подал ещё один иск на имущество. Березовский утверждал, что половина активов Патаркацишвили принадлежит ему в соответствии с устным соглашением, которое они заключили в 1995 году, чтобы разделить все свои коммерческие интересы поровну. Однако после того, как в 2012 году судья Элизабет Глостер вынесла решение по делу «Березовский против Абрамовича», в котором содержались уничтожающие сведения о личности Березовского, Березовский быстро урегулировал свое дело против семьи Патаркацишвили. Однако детали урегулирования остались конфиденциальными.
В 2013 году Инна Гудавадзе, две её дочери, Ия Патаркацишвили и Лиана Жмотова, а также мать Патаркацишвили Натела Патаркацишвили подали иск на сумму $1,8 млрд против другого его делового партнера, Василия Анисимова. Семья утверждала, что имеет право на часть 20-процентной доли, ранее принадлежавшей Анисимову в горнодобывающей компании «Металлоинвест». Дело было урегулировано в марте 2014 года, до того как оно попало в суд.
В 2022 году вдова Инна Гудавадзе заняла 66-е место в рейтинге самых богатых людей Великобритании, составляемого The Sunday Times. Её имущество оценивалось в 2,65 млрд фунтов.